# Hoplocercidae
Họ Hoplocercidae là một họ thằn lằn dạng nhông, bản địa của các khu rừng mưa nhiệt đới vùng đất thấp ở Trung và Nam Mỹ, từ miền đông Panama tới miền trung Brasil. Hiện tại người ta công nhận 16 loài trong 3 chi, trong đó 2 loài phát hiện và công nhận năm 2013 là Enyalioides azulae và Enyalioides binzayedi.

## Phân loại
Họ này từng được coi là phân họ Hoplocercinae trong họ Iguanidae nghĩa rộng.

## Các loài
Chi Hoplocercus Fitzinger, 1843
- Hoplocercus spinosus: Thằn lằn đuôi gai Brasil

Chi Morunasaurus Dunn, 1933
- Morunasaurus annularis: Kỳ nhông đuôi gai vòng
- Morunasaurus groi: Thằn lằn đuôi gai Dunn
- Morunasaurus peruvianus

Chi Enyalioides Boulenger, 1885
- Enyalioides azulae
- Enyalioides binzayedi
- Enyalioides cofanorum: Thằn lằn rừng Cofan
- Enyalioides heterolepis: Kỳ nhông lùn Bocourt
- Enyalioides laticeps: Thằn lằn rừng Amazon
- Enyalioides microlepis: Thằn lằn rừng Brown
- Enyalioides oshaughnessyi: Kỳ nhông lùn O'Shaughnessy
- Enyalioides palpebralis: Thằn lằn rừng có sừng
- Enyalioides praestabilis: Thằn lằn rừng đốm lam
- Enyalioides rubrigularis: Thằn lằn rừng họng đỏ
- Enyalioides rudolfarndti
- Enyalioides touzeti: Thằn lằn rừng Touzet